# Hella Pick

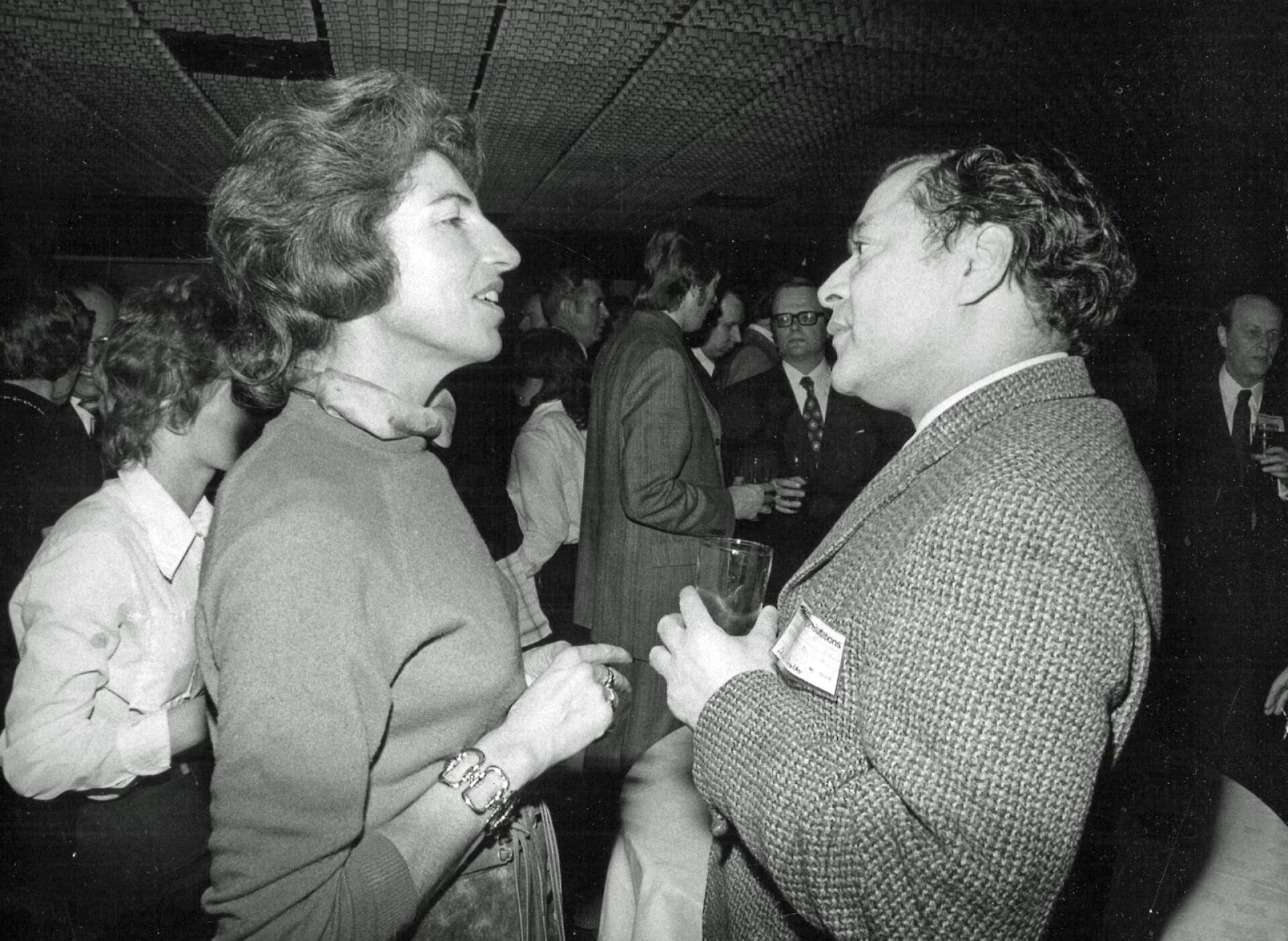
Hella Pick mit dem Journalisten Moshe Ali (1972)

Hella Henrietta Pick CBE (* 24. April 1927 in Wien; † 4. April 2024 in London) war eine österreichisch-britische Journalistin.

## Leben
Geboren in eine jüdische Mittelschichtfamilie, wuchs Pick nach der Scheidung ihrer Eltern ab dem dritten Lebensjahr bei ihrer Mutter auf. Nach dem „Anschluss“ Österreichs an das nationalsozialistische Deutsche Reich konnte sie 1939 in einem Kindertransport nach England flüchten, ihre Mutter folgte drei Monate später. Pick erhielt ihre schulische Ausbildung im Lake District und studierte Politikwissenschaft an der London School of Economics.
1957 begann Pick ihre journalistische Tätigkeit als freie Mitarbeiterin unter anderem bei der BBC. Sie war von 1961 bis 1996 bei der Zeitung The Guardian als Korrespondentin für die Vereinten Nationen und in Washington, D.C. sowie im Außenressort tätig. In dieser Zeit beobachtete sie weltpolitisch bedeutende Ereignisse aus nächster Nähe und traf mit so bedeutenden Persönlichkeiten wie Winston Churchill, Willy Brandt, Wojciech Jaruzelski, Nicolae Ceaușescu, John F. Kennedy oder Henry Kissinger zusammen; mit Prinz Charles und Karim Aga Khan IV. waren sogar Buchprojekte geplant.
In Deutschland wurde sie vor allem durch ihre Auftritte in den WDR-Sendungen Der Internationale Frühschoppen von Werner Höfer und Presseclub bekannt.
Nach dem EU-Austritt des Vereinigten Königreichs nahm Pick die ihr angebotene österreichische Staatsbürgerschaft, als Zweitbürgerschaft, wieder an. Sie starb im April 2024 im Alter von 96 Jahren in London.

## Werke
- Simon Wiesenthal. Eine Biographie. Rowohlt Verlag, Reinbek bei Hamburg, 1997, ISBN 3-498-05288-8.
- Und welche Rolle spielt Österreich? Kremayr & Scheriau, 1999.
- Guilty Victim – Austria from the Holocaust to Haider. I.B.Tauris & Co Ltd., 2000.
- Unsichtbare Mauern – Autobiografie. Czernin, Wien 2022, ISBN 978-3-7076-0777-2.

## Auszeichnungen, Ehrungen
- Commander of the British Empire
- Goldenes Ehrenkreuz der Republik Österreich
- Großes Verdienstkreuz des Verdienstordens der Bundesrepublik Deutschland[4]
- 2023 – Goldenes Ehrenzeichen für Verdienste um das Land Wien[6]